# Передній сегмент ока

1 - Склера. 2 - Судинна оболонка. 3 - Шлеммів канал. 4 - Корінь райдужки. 5 - Рогівка. 6 - Райдужка. 7 - Зіниця. 8 - Передня камера ока. 9 - Задня камера ока. 10 - Війчасте тіло. 11 - Кришталик. 12 - Скловидне тіло. 13 - Сітківка. 14 - Зоровий нерв. 15 - Зонулярні волокна.

Передній сегмент ока — передня третина очного яблука, яка включає структури розміщені попереду скловидного тіла: рогівка, райдужка, циліарне тіло, кришталик. 
Всередині переднього сегменту знаходиться два простори, що заповнені внутрішньочною рідиною (водянистою вологою):
- Передня камера ока розташована між рогівкою(ендотелієм рогівки) і райдужною оболонкою.
- Задня камера ока розташована між райдужкою і передньою поверхнею скловидного тіла.

Водяниста волога бере участь у забезпеченні поживними речовинами навколишніх структур.